# Dragomăj, Razgrad
Dragomăj (în bulgară Драгомъж) este un sat în comuna Isperih, regiunea Razgrad,  Bulgaria. 

## Demografie
Componența etnică a satului Dragomăj
     Turci (31,73%)
     Bulgari (2,13%)
     Romi (53,33%)
     Nicio identificare (12,8%)
La recensământul din 2011, populația satului Dragomăj era de 375 locuitori. Din punct de vedere etnic, majoritatea locuitorilor (53,33%) erau romi, existând și minorități de turci (31,73%) și bulgari (2,13%). Pentru 12,8% din locuitori nu este cunoscută apartenența etnică.